# Rhabderemia uruguaiensis
Rhabderemia uruguaiensis är en svampdjursart som beskrevs av van Soest och Hooper 1993. Rhabderemia uruguaiensis ingår i släktet Rhabderemia och familjen Rhabderemiidae.
Artens utbredningsområde är havet utanför Uruguay. Inga underarter finns listade i Catalogue of Life.